# ドーチェスター・ハウス

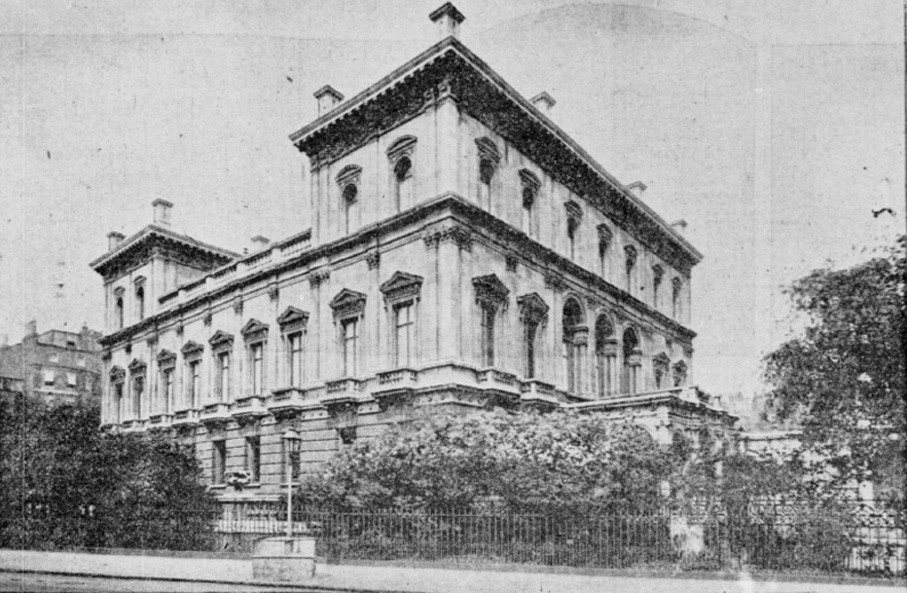
Dorchester House, Park Lane, London 1905

ドーチェスター・ハウス (英: Dorchester House) は、1853年にロバート・ステイナー・ホルフォード (英語版) によりイギリス、ロンドンのパークレーンに建てられた邸宅 (タウンハウス) である。現在のドーチェスター・ホテル  (英語版) を建てるために1929年に取り壊された。

## 概要

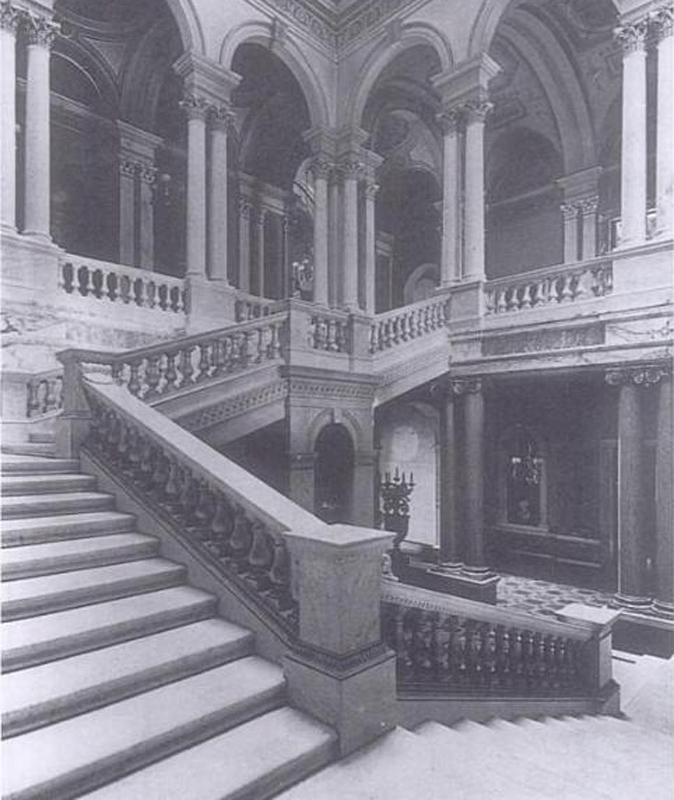
ドーチェスター・ハウス
中央階段

建築を担当したのは、当時著名な建築家だったルイス・ヴァラミィ (英語版) である。彼はホルフォードから、中央階段が特徴的な邸宅を建てるよう指示を受けた :398 。建物の主要な目的は、ホルフォードが長年にわたって収集してきた膨大な絵画コレクションを収容することであり、そのときは一時的にラッセル・スクウェアにある友人の邸宅に収納していた :251 。このプロジェクトでのヴァラミィのアシスタントは、ジェイコブ・レイ・モウルド (英語版) であった。19世紀の建築評論家クラレンス・クック (英語版) は、中央大階段はヴァラミィに代わってモウルドの手によるものであると考えている :50-51 。モウルドはその後カルバート・ヴォークス (英語版) とニューヨークのセントラル・パークの初期の建物や公園のデザインに関して、特にベセスダ・テラス (英語版) で共同して仕事をした 。
中央階段は邸宅の中央を占めており、上から照らされていた。ギャラリーの周囲には、大食堂(Saloon ) 、グリーン・ドローウィング・ルーム (Green Drawing Room ) 、レッド・ドローウィング・ルーム (Red Drawing Room ) 、ステート・ドローウィング・ルーム (State Drawing Room ) などの素晴らしい居住空間があり、天井やその他の美しい装飾品はイタリアの芸術家の手によるものであった。マントルピース  はアルフレッド・スティーブンス (英語版) の作品で、おそらくこの偉大な芸術家の代表作となるものである。これらの部屋には、ティツィアーノ、ティントレット、ベラスケス、ヴァン・ダイク、ムリーリョ、レンブラント、クロード、カイプ、ロイスダールといった巨匠達の著名な絵画が掲げられていた  :252 。

## 内装

### 中央大階段

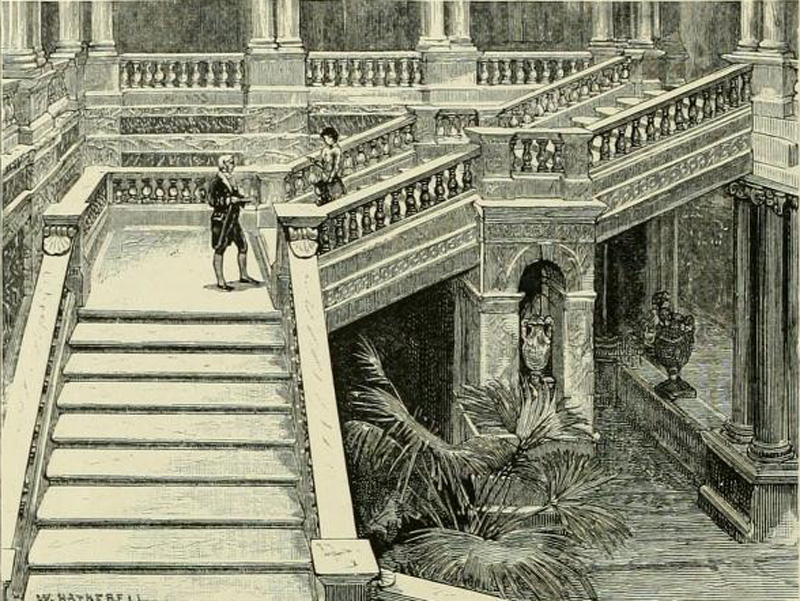
中央階段のイラスト
"The Magazine of Art" 1883年

ドーチェスター・ハウスは20世紀のロンドンにおける最も荘厳な建物の一つであり、出版物において頻繁に言及された。特に中央階段は大きな評価を受けた注目すべき特徴だった。
階段自体は大理石でできており、幅の広い踏み板と適度な段鼻、非常に低い蹴込み板を備えていた  。階段中ほどには踊り場があり、アーチで支えられている。欄干は大理石製で広く平らな手すりと小さな柱が付いていた :179 。この階段は邸宅の中で最も美しく興味深い箇所であるが、さらに言えばこれにより邸宅全体の外観も注目すべきものとなっている。東、南、西の3つの側面に主要な部屋は集められ、その配置の単純さにより建築家達は優雅で尊厳のある建物とすることができた  :398。

### マントルピース
ドーチェスター・ハウスの装飾品の中で最も有名なものの一つとして、ダイニング・ルームにある、アルフレッド・スティーブンス (英語版) の彫刻が施されたマントルピース を挙げることができる。これはスティーブンスの最高傑作の一つと考えられている。1883年発刊の"Magazin of Arts" には次のコメントが記載されている。「ここでスティーブンスは大きな効果を追求した。ミケランジェロの作品を思わせる2人の彫像は荘厳さと安らぎをたたえている。このような彫像を使うことが適切か否か、この特異なケースでは答えはすぐにわかる。- その試みは成功した :404 。」またガイ・ロザリーもその著作において、同様に賞賛の言葉を述べている。
マントルピースはスティーブン作となっていたが、1875年の彼の死去までには完成しなかった。下図左から4番目の写真は、スティーブンスの死のすぐ後に撮影され雑誌 "British Architect" に掲載されたもので、未完成の姿を示している。現在このマントルピースはヴィクトリア&アルバート博物館に所蔵されており、博物館によるとスティーブンスの弟子であったジェームズ・ギャンブルが完成させた。

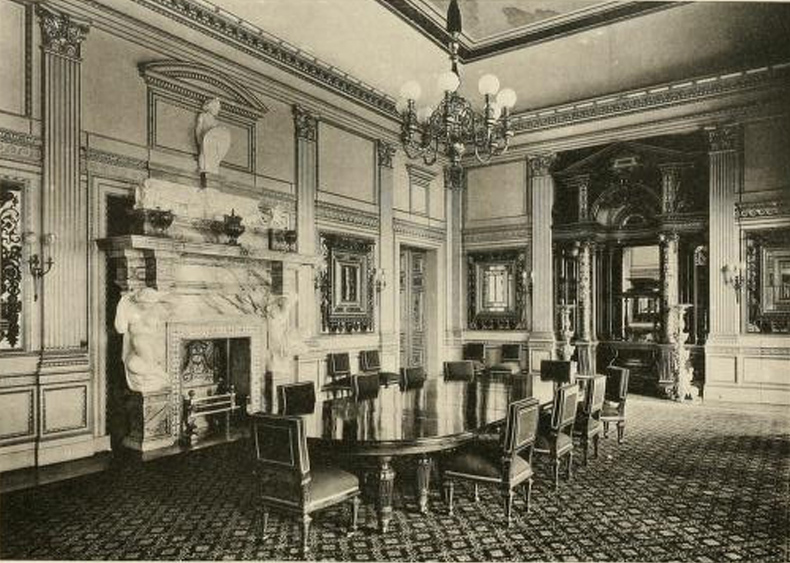
ダイニング・ルームのマントルピース アルフレッド・スティーブンス作
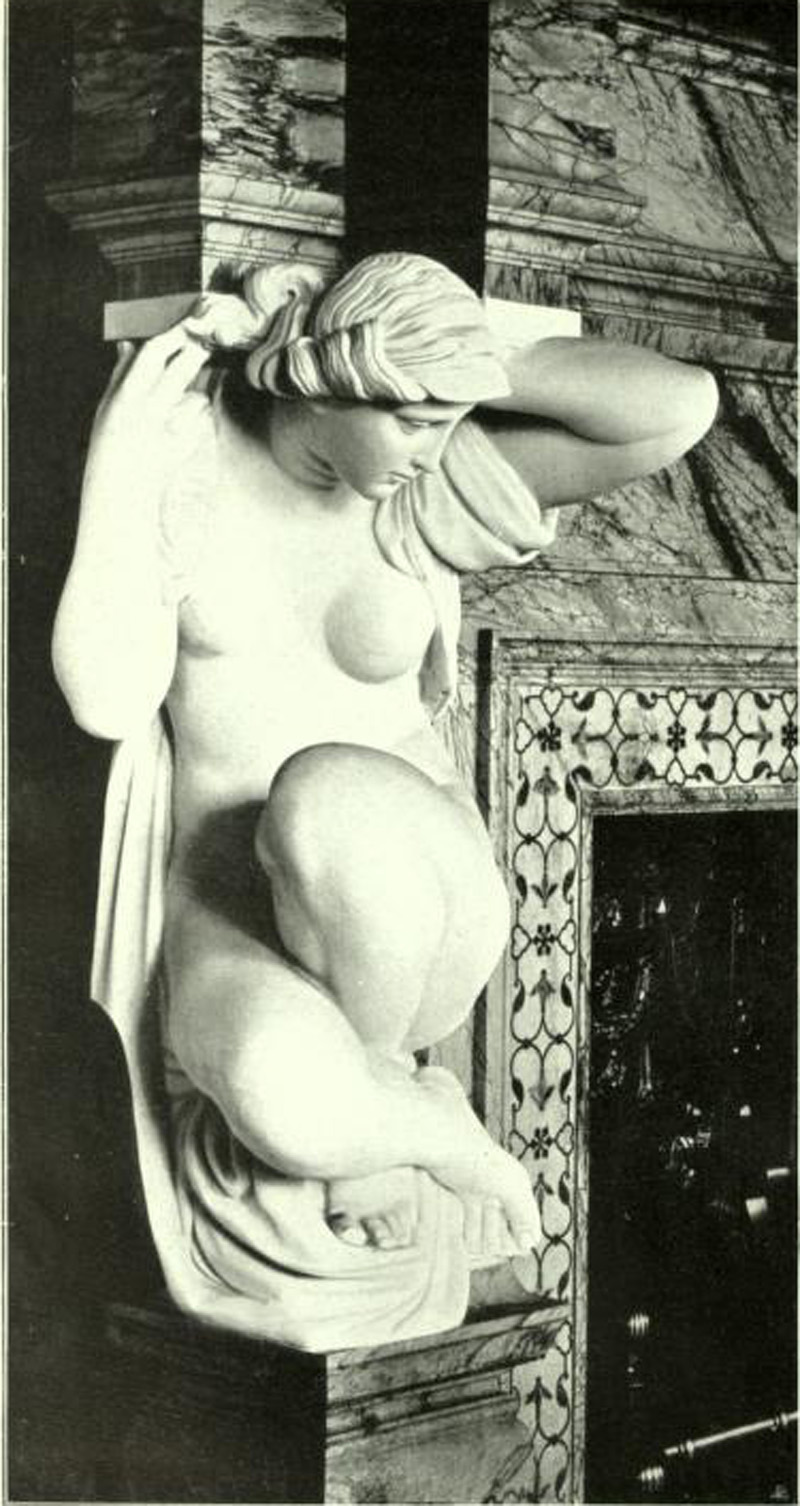
左のカリアティード
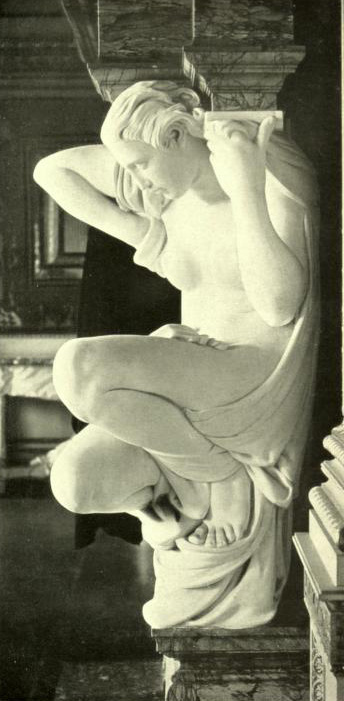
右のカリアティード
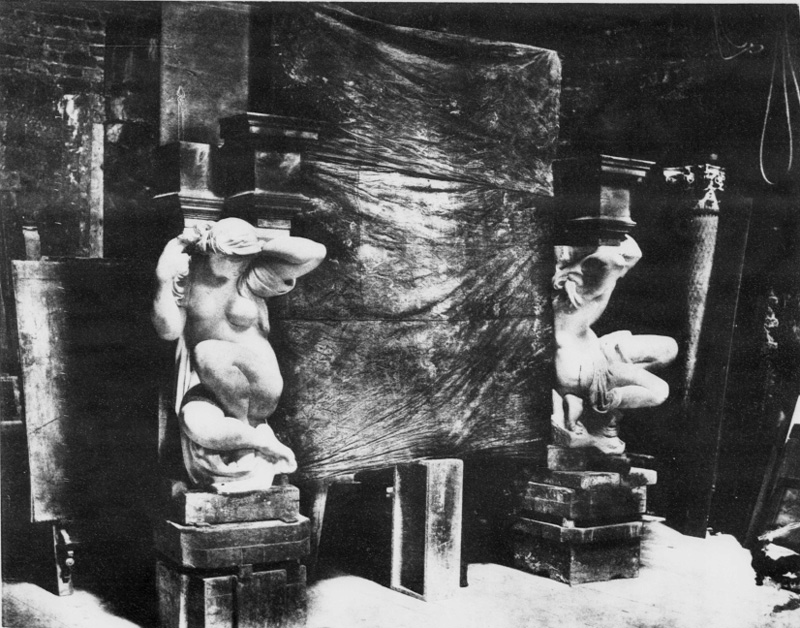
未完成のマントルピース 1875年のアルフレッドの死のすぐ後に撮影された。
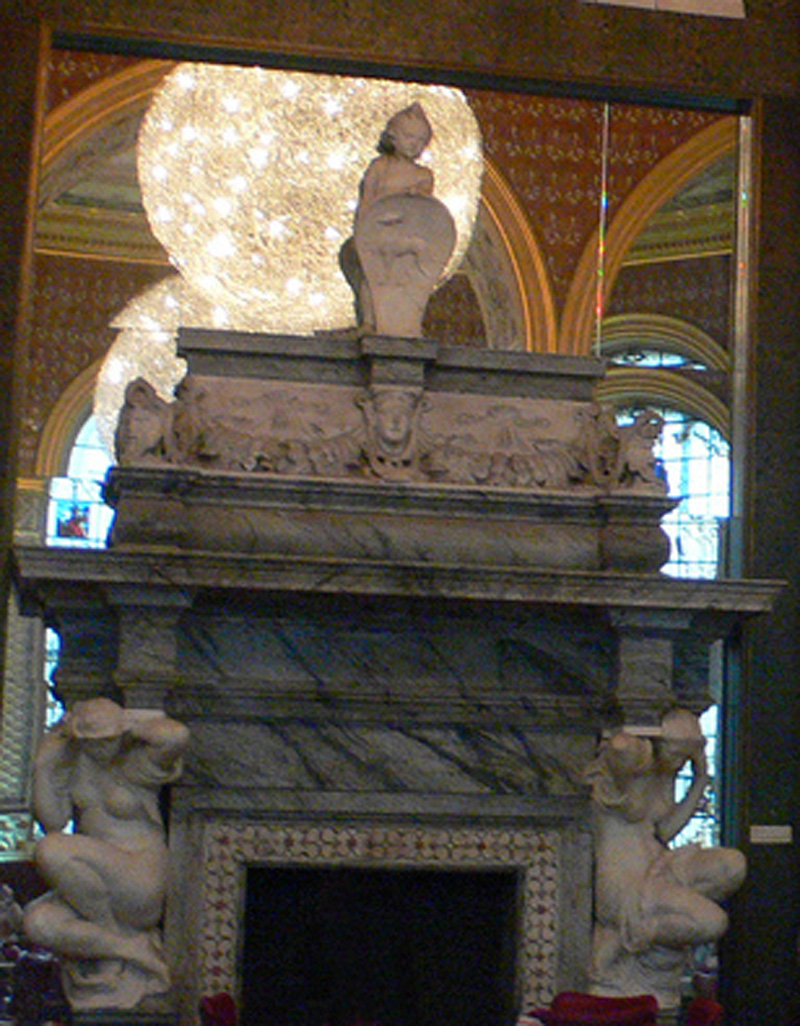
アルフレッド作のマントルピースは、現在はヴィクトリア&アルバート博物館のギャンブル・ルームに所蔵されている。

### その他の部屋
図書館はドーチェスター・ハウスにおいて重要な部屋であり、ホルフォードの膨大な書籍コレクションを収容するために設計されていて、蔵書の素晴らしさを壮大、かつ機能的に反映していた。壁は緑色のシルクのダマスク織で、床には薄黄色と緑色のアキスミンスター・カーペット  が敷かれていた。 ガラスの扉のある書架はホーランド・アンド・サンズ
製で、ウォールナット材が用いられ、彫刻と金メッキが施されていた。中央部分の高さと幅はそれぞれ、4.14メートル (13.6フィート) 、2.43メートル (8フィート) だった  。
ドーチェスター・ハウス内にある他の3つの部屋は、ホルフォードの有名な美術コレクションを収容するように設計されていた。"グランド・サロン" は当時の出版物でたびたび言及された :403 。あと2つの部屋も "グリーン・ドローウィング・ルーム"、"レッド・ドローウィング・ルーム" として知られていた  :403-404 。

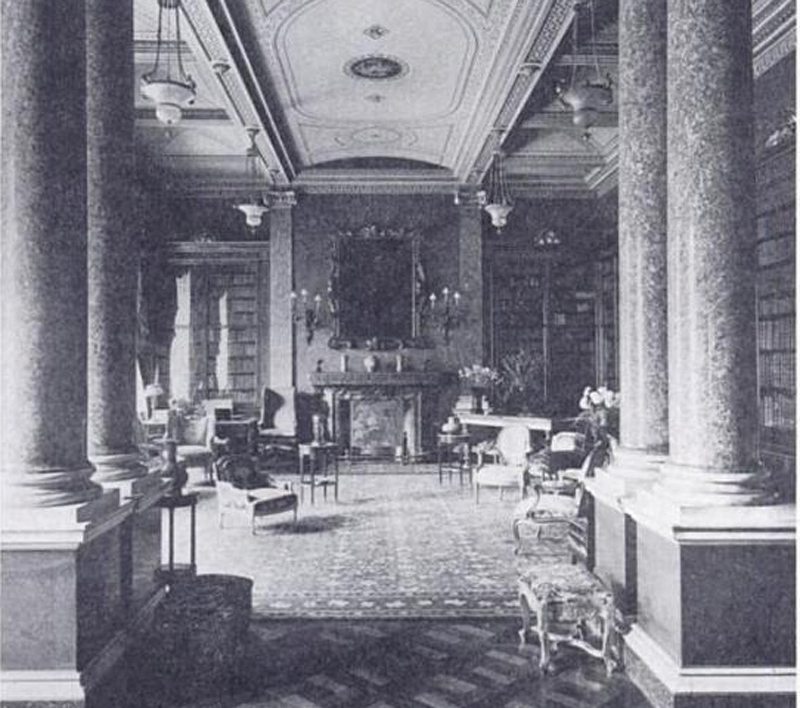
図書館　1905年頃
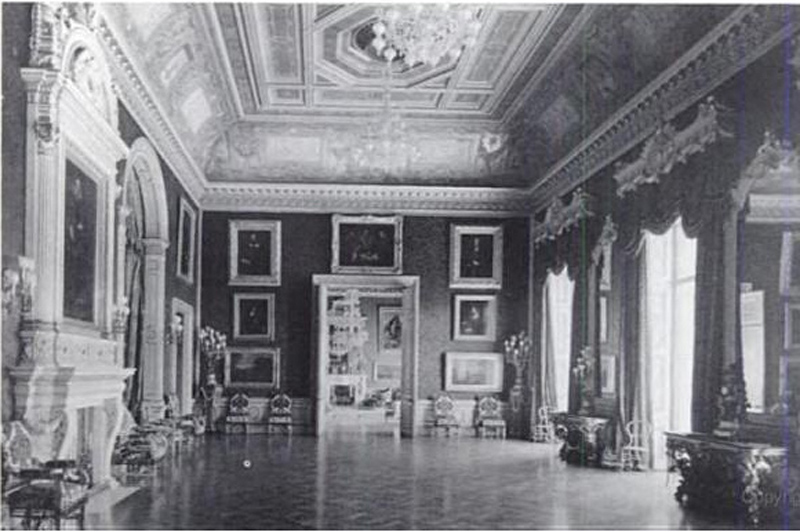
グランド・サロン
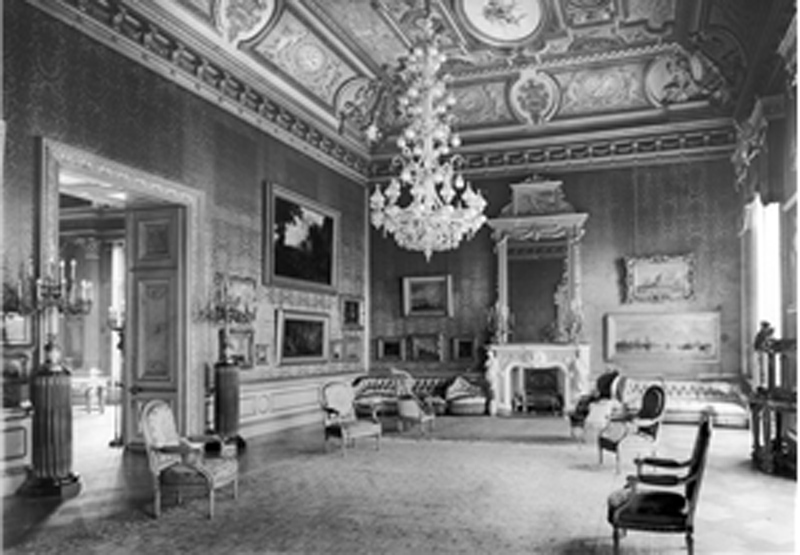
グリーン・ドローウィング・ルーム
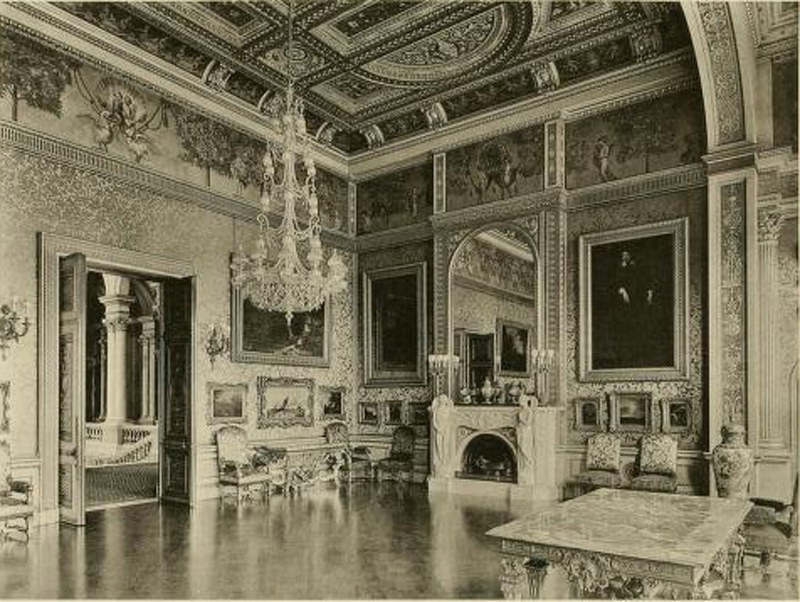
レッド・ドローウィング・ルーム クーツ・リンジー (英語版) によるフリーズがあしらわれている。

## 歴史

### アメリカ大使館としてのドーチェスター・ハウス

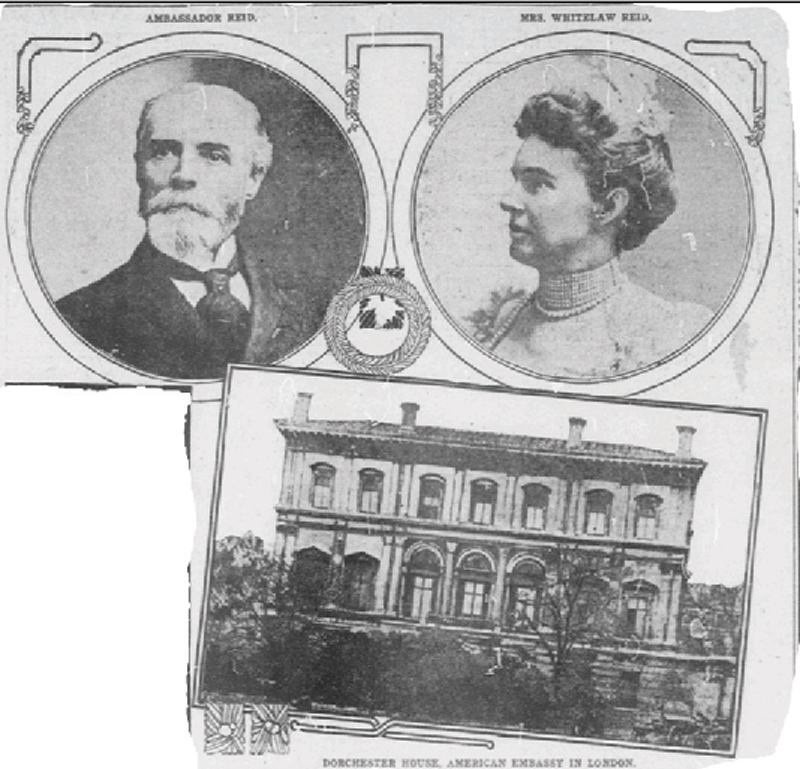
ワシントン・タイムズ紙に掲載されたホワイトロー・リード (英語版) 夫妻　1910年

ロバート・ホルフォードは1892年に亡くなり、ドーチェスター・ハウスは息子のジョージが承継した。彼はこの邸宅をあまり使わなかったので、1905年にアメリカ大使のホワイトロー・リード (英語版) に貸した。リードは職務の一環として邸宅で贅沢な催事を行い、その様子は数多くの新聞に掲載された。特に注目すべきは独立記念日の祝賀会で、ニューヨーク・タイムズ紙は1907年ドーチェスター・ハウスでリード夫妻が開催した催事について、次のように掲載している。「今日の午後、あまりに多くのアメリカ人が、リード大使夫妻主催の独立記念日祝賀会に参加したため、ドーチェスター・ハウス周辺のいくつかの交差点が2時間にわたって通行止めとなった。出席者は原則として招待されたアメリカ人だけだったが、ホワイトハウスでの祝賀会並みの混雑ぶりだった。北側のテラスには長いテントが張られ、窓の一部を取り外して真紅のカーペット敷きの仮設の階段が設置された。招待客は約4,000名に上った 。」

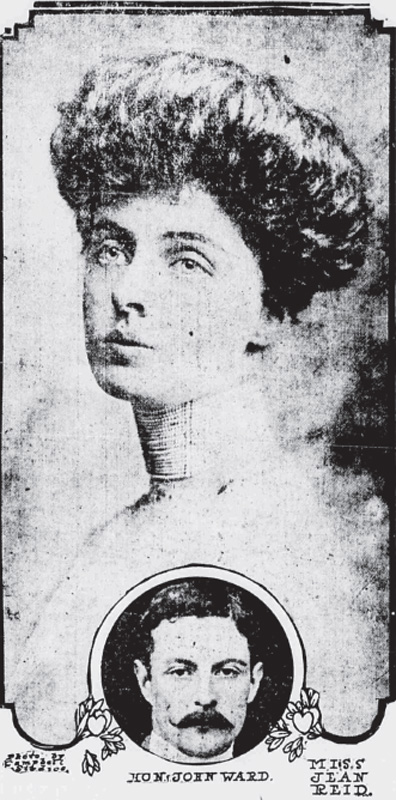
ジーン・リード　1908年

同じ年にリードは、マーク・トウェインのための祝賀会を主催した。オックスフォード大学学長はトウェインに文学博士号を名誉学位として授与したいと考え、その取次ぎをリードに頼んだ。トウェインは承諾し、オックスフォードでの授与式の数日前に、彼のための晩餐会がドーチェスター・ハウスで開催された。リードはトウェインに会わせようと、約40人の作家や芸術家を招待し、その中にはアーサー・コナン・ドイルがいた :381 。
1908年、リードの娘ジーンが結婚し、ドーチェスター・ハウスで披露宴が催された。エドワード7世とアレクサンドラ王妃も出席し、この結婚は大いに大衆の耳目を集めて、いくつもの新聞に掲載された  。
1910年、エドワード7世が死去し、葬儀に参列するためにセオドア・ルーズベルト元大統領がロンドンを訪れて、ドーチェスター・ハウスに3週間滞在した :416 。ニューヨークタイムズ紙は、その期間ルーズベルトに会うために海外から訪れた、高官達の数多くのドーチェスター・ハウス来訪を報じている 。
1912年、ホワイトロー・リードが死去し、ドーチェスター・ハウスはアメリカ大使館として使われなくなった。ホルフォードは時々パーティーを開催したり、ランのコレクションを収容するためにそこを使った。

### 病院としてのドーチェスター・ハウス
第一次世界大戦の間、数多くのイギリスの大邸宅 (タウンハウス) が、病院 (Auxiliary Home Hospital) として使われた 。ドーチェスター・ハウスもまたジョージ・ホルフォードにより、病院として提供された。1914年のニューヨークタイムズ紙には、病院としてのドーチェスター・ハウスに関する記事が掲載されている。

### ドーチェスター・ハウスの解体
1926年、ジョージ・ホルフォードが死去した。彼の相続人は第4代モーリー伯爵エドムンド・パーカー (1877–1951) (英語版) で、ロバート・ステイナー・ホルフォード  (英語版) の娘、マーガレット・ホルフォード (1855–1908) の子であった。伯爵は当時父と祖父の莫大な債務を承継して、経済的に非常に困窮しており、ドーチェスター・ハウスとグロスタシャー州のウェストンバート・ハウス  を売りに出したが、樹木園は保有していた 。3年後申し出が受け入れられ、ドーチェスター・ハウスは売却された。1929年7月16日発行のタイム誌には、次の記事が掲載された。「モーリー卿は、パークレーンのドーチェスター・ハウスを売却した。昨日の午後、サー・ロバート・アルパイン社 (英語版) の買収取引に関連して、ゴードン・ホテルズ社により資産の売買契約が締結された。有名な大邸宅は解体され、ゴードン・ホテルズ社はホテル建設を一気に進めるつもりである:16 。」
1929年、ドーチェスター・ハウスは正式に解体され、1931年新しいドーチェスター・ホテル (英語版) がオープンした。